# Draycot Foliat
Draycot Foliat är en by i civil parish Chiseldon, i distriktet Swindon, i grevskapet Wiltshire, i England. Byn är belägen 8 km från Swindon. Draycot Foliat var en civil parish fram till 1894 när blev den en del av Chiseldon. Civil parish hade 40 invånare år 1891. Byn nämndes i Domedagsboken (Domesday Book) år 1086, och kallades då Dracote.